# Fruit du démon (album)
Pour les articles homonymes, voir Fruit du démon (homonymie).
Albums de Soolking
Vintage
(2020)
Fruit du démon est le premier album studio solo du chanteur rappeur et danseur algérien Soolking, sorti le 2 novembre 2018 sur le label Affranchis Music de Sofiane. Il s'est écoulé à plus de 100 000 exemplaires en France.
Le titre fait référence au manga One Piece. Soolking en a expliqué le concept avec une de ces anciennes chansons nommée Barbe noire où il dit : Young and rich, je veux les deux fruits du démon comme Teach en référence à la jeunesse et l'argent.

## Genèse
Tout débute avec le single Guérilla, initialement révélé en exclusivité sur les ondes de Skyrock, puis sur toutes les plateformes fin février 2018. Depuis, Soolking commence à teaser son album. En septembre 2018, il vient le confirmer avec un nouveau titre Dalida classé top Deezer mondial à sa sortie.
En octobre 2018, invité dans le Planète Rap de Sofiane pour la sortie de 93 Empire, il annonce la sortie de son premier projet baptisé Fruit du démon pour le 2 novembre 2018. 
Initialement, l'album contenait seulement 14 titres. Peu après, Soolking dévoile trois titres bonus sur lesquels on peut trouver Gims, Sofiane ou encore Jul.

## Clips vidéo
- Guérilla : 23 janvier 2018 (Freestyle exclu sur Skyrock)
- Dalida : 12 septembre 2018
- Vroom vroom : 2 novembre 2018
- Rockstar : 4 février 2019
- Youv : 11 mars 2019

## Accueil commercial
Soolking prend la quatrième place du top album la semaine de la sortie de son projet qui s'est écoulé à 18 357 exemplaires (5 800 en physique, 1 206 en digital et 11 351 en streaming). Début décembre 2018, l'album est certifié disque d'or en atteignant les 50 000 ventes.
Début juin 2019, soit sept mois après la sortie de Fruit du démon, l'album est certifié disque de platine avec plus de 100 000 exemplaires vendus.

## Liste des pistes
| Fruit du démon | Fruit du démon                      | Fruit du démon            | Fruit du démon     | Fruit du démon | Fruit du démon | Fruit du démon | Fruit du démon | Fruit du démon | Fruit du démon |
| No             | Titre                               | Auteur                    | Compositeur(s)     | Durée          |                |                |                |                |                |
| -------------- | ----------------------------------- | ------------------------- | ------------------ | -------------- | -------------- | -------------- | -------------- | -------------- | -------------- |
| 1.             | Rockstar                            | Soolking                  | Chafi              | 2:48           |                |                |                |                |                |
| 2.             | Bambina                             | Soolking                  | DIIAS              | 3:05           |                |                |                |                |                |
| 3.             | Amsterdam                           | Soolking                  | Prod.MB            | 3:03           |                |                |                |                |                |
| 4.             | Guérilla                            | Soolking                  | DIIAS              | 3:49           |                |                |                |                |                |
| 5.             | Gucci                               | Soolking                  | Ariya Rahimianpour | 2:30           |                |                |                |                |                |
| 6.             | Tata                                | Soolking                  | Zeg P              | 3:02           |                |                |                |                |                |
| 7.             | Vroom vroom                         | Soolking                  | DIIAS              | 2:57           |                |                |                |                |                |
| 8.             | HLM                                 | Soolking                  | Djaresma           | 3:00           |                |                |                |                |                |
| 9.             | Dalida                              | Soolking                  | DIIAS              | 3:45           |                |                |                |                |                |
| 10.            | Chica                               | Soolking                  | SlemBeatz          | 3:22           |                |                |                |                |                |
| 11.            | Cosa Nostra (avec Sofiane & Lacrim) | Soolking, Sofiane, Lacrim | Zeg P              | 4:24           |                |                |                |                |                |
| 12.            | Youv                                | Soolking                  | DIIAS              | 2:41           |                |                |                |                |                |
| 13.            | Mirage (avec Khaled)                | Soolking, Khaled          | DIIAS              | 3:50           |                |                |                |                |                |
| 14.            | Paradise                            | Soolking                  | DIIAS              | 3:25           |                |                |                |                |                |
| 45:41          |                                     |                           |                    |                |                |                |                |                |                |

| Bonus Track | Bonus Track                             | Bonus Track             | Bonus Track        | Bonus Track | Bonus Track | Bonus Track | Bonus Track | Bonus Track | Bonus Track |
| No          | Titre                                   | Auteur                  | Compositeur(s)     | Durée       |             |             |             |             |             |
| ----------- | --------------------------------------- | ----------------------- | ------------------ | ----------- | ----------- | ----------- | ----------- | ----------- | ----------- |
| 15.         | Guérilla (Remix) (feat. Sofiane & Gims) | Soolking, Sofiane, Gims | DIIAS              | 4:37        |             |             |             |             |             |
| 16.         | Fruit de la zone (feat. Jul)            | Soolking, Jul           | Slam               | 3:09        |             |             |             |             |             |
| 17.         | Leila                                   | Soolking                | Ariya Rahimianpour | 3:28        |             |             |             |             |             |
| 56:40       |                                         |                         |                    |             |             |             |             |             |             |

## Titres certifiés en France
- Rockstar  Or[11]
- Guérilla  Diamant[12]
- Vroom vroom  Or[13]
- Dalida  Diamant[14]

## Classements et certifications

### Classements hebdomadaires
| Classements (2018-2019)       | Meilleure position |
| ----------------------------- | ------------------ |
| France (SNEP)                 | 4                  |
| Belgique (Wallonie Ultratop)  | 10                 |
| Belgique (Flandre Ultratop)   | 70                 |
| Suisse (Schweizer Hitparade)  | 34                 |
| Suisse (Charts Romandie)      | 21                 |
| Pays-Bas (Mega Album Top 100) | 57                 |

### Ventes et certifications
| Région                                                                                                 | Certification | Ventes/Streams |
| --- | ------------- | -------------- |
| France (SNEP)                                                                                          | Platine       | 100 000*       |
| International                                                                                          |               | 111 576        |
| *Ventes selon la certification ^Mise en rayon selon la certification xNon précisé par la certification |               |                |